# Rheinpreußen AG für Bergbau und Chemie
Die Rheinpreußen AG für Bergbau und Chemie war ein deutsches Unternehmen, das in den Branchen Bergbau und Chemie tätig war. Gegründet wurde sie von der Familie Haniel.

## Geschichte
Die Bergrechtliche Gewerkschaft Rheinpreußen wurde unter Franz Haniel von seinen Söhnen 1868 gegründet. 1857 wurde mit dem Abteufen von Schacht 1 der Zeche Rheinpreußen begonnen. Die Gewerkschaft bestand zunächst aus 1000 Kuxen. Wie Rheinpreußen wurde die Gewerkschaft Neumühl 1867 unter Einfluss von Franz Haniel gegründet und ab 1933 mit Rheinpreußen in Personalunion geführt; auch die 1926 gegründete Gewerkschaft Rheinland blieb in den Händen der Familie Haniel. 1951 wurde Rheinpreußen von der Gewerkschaft Rheinpreußen zur Rheinpreußen AG für Bergbau und Chemie, die Verbindung zur Gewerkschaft Rheinland und Neumühl (nun Bergbau und Industrie AG Neumühl) blieb bestehen.
Zwischen 1959 und 1965 wurde Rheinpreußen eine Tochter der DEA (Deutsche Erdöl AG) und kam mit dieser 1970 zur deutschen Texaco AG. Die Familie Haniel erhielt von der DEA für ihren Anteil von 70 Prozent an Rheinpreußen im Gegenzug Aktien der DEA im Wert von 56 Millionen Deutschen Mark (oder 20 Prozent) und musste den Anteil durch Verkauf auf 5 Prozent bzw. 14 Millionen Mark reduzieren.

### Tankstellen
Neben der Steinkohleförderung und Chemiebetrieben errichtete die Rheinpreußen AG mehrere Tankstellen, die sie selbst belieferte. Von 1936 bis 1945 stellte das Unternehmen auch synthetisches Benzin mittels Kohleverflüssigung im Treibstoffwerk Rheinpreußen her. In den 1950er-Jahren gab es etwa 800 Rheinpreußen-Tankstellen, unter der DEA 1965 rund 1200 Tankstellen. Rheinpreußen erbrachte etwa 3 Prozent des deutschen Absatzes von Treibstoff. Nach dieser Zeit verschwand die Marke langsam.

### Pharma Rheinpreussen
Die zu „Rheinpreussen. Aktiengesellschaft für Bergbau und Chemie“ in Homberg gehörende Firma Pharma Rheinpreussen fertigte die Arzneimittel Salicain, Oxyprocain, JPC, Myastenol und Pamacyl.

## Zugehörige Bergwerke (unvollständig)
- Zeche Rheinpreußen
- Schachtanlage Rheinpreußen 4
- Schachtanlage Rheinpreußen 5/9
- Treibstoffwerk Rheinpreußen